# Эльбрус-8С
Эльбрус-8С и Эльбрус-8СВ — 8-ядерные процессоры с архитектурой «Эльбрус» для персональных компьютеров и серверов. Разработаны российской компанией МЦСТ.
Первые опытные образцы Эльбрус-8С (1891ВМ10Я) были выпущены в 2014 году, а в 2016 году началось серийное производство процессора .
В 2018 году была завершена разработка его сильно модернизированной версии — Эльбрус-8СВ (1891ВМ12Я), а на 2020 год было запланировано начало серийного производства. Заявленная производительность процессоров при операциях с данными двойной и одинарной точности (FP32) равна 250 и 576 гигафлоп/с соответственно.
Производился на фабрике TSMC в Синьчжу, Тайвань. В связи с санкциями некоторых стран за вторжение на Украину, TSMC приостановила поставки процессоров в Россию и ее поставщикам.

## Описание
Целью разработчиков процессора было достигнуть пиковой производительности в 250 Gflops.
Кристалл микропроцессора спроектирован по технологии 28 нм, имеет 8 процессорных ядер с улучшенной 64-разрядной архитектурой «Эльбрус» 3-го поколения, кэш-память 2-го уровня общим объёмом 4 мегабайта и 3-го уровня объёмом 16 мегабайт.
- Основная особенность линейки отечественных процессоров «Эльбрус» — заложенный в архитектуру принцип явного параллелизма операций, он даёт возможность выполнять на каждом ядре за один машинный такт до 25 операций неупакованных 32- и 64-разрядных данных и до 41 операции в векторном режиме (упакованные 32-разрядные данные)[8], что обеспечивает высокую производительность при умеренной тактовой частоте;
- технология динамической двоичной трансляции, позволяющая обеспечивать эффективное исполнение приложений и операционных систем, распространяемых в двоичных кодах x86;
- поддержка режима защищённых вычислений с особым аппаратным контролем целостности структуры памяти, которая позволяет обеспечить высокий уровень информационной безопасности использующих его программных систем.

Процессор стал частью политики российского правительства по импортозамещению.. Базовой операционной системой для платформы Эльбрус является ОС Эльбрус, построенная на базе ядра Linux. Система программирования платформы поддерживает языки C, C++, Java, Фортран-77, Фортран-90. Также на платформе могут работать ОС ALT Linux, ОСРВ QNX Нейтрино, ЛИНТЕР .
Как заявляется в компании: «Помимо создания традиционных вычислительных комплексов, прорабатываются и более масштабные проекты. В частности, производительность серверов на базе „Эльбрус-8С“ позволит в ближайшей перспективе приступить к практическому построению на их основе суперкомпьютера».

## История
Архитектура, схемотехника и топология микропроцессора «Эльбрус-8С» разработаны специалистами Института электронных управляющих машин (ИНЭУМ) при участии компании МЦСТ (входит в ИНЭУМ). Сам ИНЭУМ является структурой концерна «Системы управления», который, в свою очередь, входит в «Объединённую приборостроительную корпорацию» (ОПК).
В июне 2014 года опытная партия микропроцессоров была запущена в производство, их изготовление ожидалось к октябрю, а в ноябре того же года первая партия инженерных образцов процессора и южного моста подготовлена к тестированию.
С середины 2014 идёт разработка новой модификации Эльбрус-8С под названием Эльбрус-8С2, в которой будет реализована поддержка ОЗУ стандарта DDR4 SDRAM и оптимизирована работа кэш-памяти процессора.
В январе 2016 года «ОПК» приступила к разработке первых устройств (настольные рабочие станции, ноутбуки и серверы) на базе процессора «Эльбрус-8С».
Начало серийного производства планируется в первом полугодии 2016 года(стр. 15).
В октябре 2018 года концерн «Автоматика» госкорпорации «Ростех» начал серийное производство высокопроизводительных серверов «Эльбрус-804» в основе которого лежит четыре восьмиядерных процессора «Эльбрус-8С».
20 декабря 2018 года был подписан акт приёмки выполненных работ по процессору «Эльбрус-8СВ» (1891ВМ12Я). Разработка длилась 5 лет, цена по госконтракту 621 млн. рублей.

## Применение
Среди возможных применений серверов и рабочих станций, производимых на базе Эльбрус-8С, называются: государственные учреждения и бизнес-структуры, требующие повышенных свойств информационной безопасности, высокопроизводительные вычисления, обработка сигналов, телекоммуникационные применения..
С декабря 2022 года Фирма «1С» известила пользователей и партнеров о начале поддержки процессоров Эльбрус-8С с версии 8.3.22 платформы «1С:Предприятие» при наличии КОРП лицензий платформы.

## Эльбрус-8C
Модули памяти DDR3 для Эльбрус-8С комплектные и дополнительные: 4GB: TSMTD3LR08-4G, GTMTD3LR08-4G, TSMTD3LR03-4GL, GTMTD3LR03-4GL; 8GB: TSMTD3LR08-8G, GTMTD3LR08-8G, TSMTD3LR03-8GL, GTMTD3LR03-8GL; 16GB: TSMTD3LR05-16G, GTMTD3LR05-16G.

### Технические характеристики
| Тактовая частота                                                                | 1300 МГц                         |
| Число ядер                                                                      | 8                                |
| Число одновременных операций за такт в каждом ядре, максимально                 | 25 (41 в векторном режиме)       |
| Пиковая производительность микросхемы, GFLOPS (64 разряда, двойная точность)    | 125                              |
| Пиковая производительность микросхемы, GFLOPS (32 разряда, одинарная точность)  | 250                              |
| Кэш-память 2-го уровня                                                          | 8 × 512 КБ                       |
| Кэш-память 3-го уровня                                                          | 16 МБ                            |
| Организация оперативной памяти                                                  | DDR3-1600 ECC                    |
| Количество контроллеров памяти                                                  | 4                                |
| Возможность объединения в многопроцессорную систему с когерентной общей памятью | До 4 процессоров                 |
| Каналы межпроцессорного обмена                                                  | 3, каналы дуплексные             |
| Пропускная способность каждого канала межпроцессорного обмена                   | 8 ГБ/с                           |
| Площадь кристалла                                                               | 321 мм2(с. 2)                    |
| Число транзисторов                                                              | 2,73 миллиарда(с. 2)             |
| Энергопотребление                                                               | 75—90 Вт(стр. 9) ~100 Вт(с. 4)   |
| Стоимость разработки                                                            | примерно 1,5 млрд. руб/25 млн. $ |

## Эльбрус-8СВ
Эльбрус-8СВ — 8-ядерный микропроцессор серии «Эльбрус» 5-го поколения (микросхема центрального процессора 1891ВМ12Я). Разработан российской компанией МЦСТ. Производительность — 288 Гфлоп/с двойной точности, 576 Гфлоп/с одинарной точности. Заявленный техпроцесс — 28 нм. Позволяет строить многопроцессорные серверы и рабочие станции, а также бортовые вычислители, требовательные к скорости обработки и передачи информации.
Опытно-конструкторские работы по проекту «Процессор 9 с архитектурой “Эльбрус”» с готовностью к серийному производству завершены в декабре 2018 года. Торговые названия – «микросхема 1891ВМ12Я» или «процессор “Эльбрус-8СВ”», также упоминается под названием Elbrus-8CV(с. 15—16).
Процессор получил двукратный рост числа операций за такт над числами с плавающей запятой, по сравнению с Эльбрус-8С, и оптимизированный кэш первого уровня. Разрядность блоков обработки чисел с плавающей запятой (FPU) увеличена с 64 до 128 бит. С учётом наличия в одном ядре 6 арифметико-логических каналов (АЛК), каждый из которых имеет в своём составе АЛУ и FPU, и способности FPU выполнять операции совмещённого умножения-сложения, каждое ядро микропроцессора исполняет до 24 операций с плавающей запятой за такт (двойная точность). Пиковая производительность – 50 операций в такт в каждом ядре (8 целочисленных, 24 вещественных).
Модули памяти DDR4  для Эльбрус-8СВ комплектные и дополнительные: 8GB: TS426RLD8GL-MTS, GTM426RLD8GL; 16GB: TS424RLD16GL-MTS, GTM424RLD16GL, TS426RLD16GL-MTS, GTM426RLD16GL.

### Технические характеристики
| Тактовая частота                                                                | 1500 МГц         |
| Число ядер                                                                      | 8                |
| Число одновременных операций за такт в каждом ядре, максимально                 | 50               |
| Пиковая производительность микросхемы, GFLOPS (64 разряда, двойная точность)    | 288              |
| Пиковая производительность микросхемы, GFLOPS (32 разряда, одинарная точность)  | 576              |
| Кэш-память 2-го уровня                                                          | 8 × 512 КБ       |
| Кэш-память 3-го уровня                                                          | 16 МБ            |
| Организация оперативной памяти                                                  | DDR4-2400 ECC    |
| Количество контроллеров памяти                                                  | 4                |
| Возможность объединения в многопроцессорную систему с когерентной общей памятью | До 4 процессоров |
| Площадь кристалла                                                               | 350 мм2          |
| Число транзисторов                                                              | 3,5 миллиарда    |
| Энергопотребление                                                               | 90 Вт            |

## Критика
На протяжении четырёх месяцев 2021 года Сбербанк проводил тестирование двух типов серверов (двух- и четырёхпроцессорных), использовавших восьмиядерные микропроцессоры типа «Эльбрус-8С». В декабре 2021 года были оглашены результаты испытаний, оказавшиеся неудачными для «Эльбруса»: в результате функционального тестирования по методике Sberinfra на соответствие корпоративным эксплуатационным требованиям серверы с «Эльбрусом» показали соответствие всего 7 параметрам из 44 (16 %). Серверы на российских микропроцессорах значительно проиграли серверу с 20-ядерным чипом Intel Xeon Gold 6230, традиционно использующемуся Сбербанком. Впрочем, представители лаборатории новых технологических решений Сбербанка высказывали мнение, что переупаковка сервера без затрагивания процессора и ОС может помочь разрешить большую часть возникших проблем. В том же месяце стало известно, что отбракованные процессоры Эльбрус-8СВ начали продаваться в России в виде сувениров на магнитной основе.
9 декабря 2021 года представители крупнейших российских потребителей серверного оборудования на совещании Минцифры раскритиковали вычислительную технику, работающую на отечественных процессорах, выразив недовольство низкой производительностью, высоким энергопотреблением и неконкурентной по сравнению с иностранными аналогами ценой оборудования. Работу серверов на российских микропроцессорах раскритиковало также руководство МВД России: согласно письму заместителя главы МВД Виталия Шулики от 27 декабря 2021 года, серверы, работавшие на российских процессорах типа «Эльбрус-8С», не поддерживали загрузку операционной системы с носителей информации, объединённых в аппаратные рейды, что не позволяло обеспечить достаточный уровень отказоустойчивости программно-аппаратных комплексов. Более того, 28 декабря 2021 года Минпромторг подал в суд на ИНЭУМ, выпускавший серверы под маркой «Эльбрус», потребовав вернуть всю субсидию, выданную Минпромторгом на разработку масштабируемой серверной системы на базе микропроцессоров Эльбрус-8С: компания, получив субсидию в размере 325,5 млн рублей, не уложилась в сроки проекта к концу мая 2020 года.